# Аппер-Оксфорд Тауншип (округ Честер, Пенсільванія)
Аппер-Оксфорд Тауншип (англ. Upper Oxford Township) — селище (англ. township) в США, в окрузі Честер штату Пенсільванія. Населення — 2560 осіб (2020).

## Демографія
Згідно з переписом 2010 року, у селищі мешкали 2484 особи в 820 домогосподарствах у складі 669 родин. Було 856 помешкань
Расовий склад населення:
| - 90,5 % — білих - 3,7 % — чорних або афроамериканців - 0,4 % — корінних американців - 0,3 % — азіатів - 3,0 % — осіб інших рас |

До двох чи більше рас належало 2,1 %. Частка іспаномовних становила 7,8 % від усіх жителів.
За віковим діапазоном населення розподілялося таким чином: 30,6 % — особи молодші 18 років, 58,1 % — особи у віці 18—64 років, 11,3 % — особи у віці 65 років та старші. Медіана віку мешканця становила 38,5 року. На 100 осіб жіночої статі у селищі припадало 99,2 чоловіків;  на 100 жінок у віці від 18 років та старших — 99,2 чоловіків також старших 18 років.
Середній дохід на одне домашнє господарство  становив 95 756 доларів США (медіана — 80 521), а середній дохід на одну сім'ю — 105 966 доларів (медіана — 86 875). Медіана доходів становила 51 000 доларів для чоловіків та 43 015 доларів для жінок. За межею бідності перебувало 5,6 % осіб, у тому числі 6,8 % дітей у віці до 18 років та 0,0 % осіб у віці 65 років та старших.
Цивільне працевлаштоване населення становило 1225 осіб. Основні галузі зайнятості: освіта, охорона здоров'я та соціальна допомога — 14,6 %, сільське господарство, лісництво, риболовля — 12,2 %, виробництво — 10,1 %, науковці, спеціалісти, менеджери — 9,1 %.